# Ятла руда
Ятла руда (Micropternus brachyurus) — вид дятлоподібних птахів родини дятлових (Picidae). Поширений у Південній та Південно-Східній Азії.

## Таксономія
Раніше цей вид відновили до південноамериканського роду Celeus через зовнішню схожість, але його диз'юнктивне поширення поставило таку систематику під сумнів. Дослідження, проведені в 2006 році на основі порівняння послідовностей ДНК, підтвердили, що ятла руда не є близькою до Celeus і є сестринскою до роду Meiglyptes і його виокремили до монотипного роду Micropternus.

## Поширення
- M. b. brachyurus (Vieillot, 1818) — о. Ява;
- M. b. humei Kloss, 1918 — уздовж західних Гімалаїв. Має смугасте горло, сірувату голову та бліде обличчя;
- M. b. jerdonii (Malherbe, 1849)[3][4] — Індостан, Шрі-Ланка;
- M. b. phaioceps (Blyth, 1845) — від центрального Непалу до М'янми, Юньнані та південного Таїланду;
- M. b. fokiensis (Swinhoe, 1863) — південний схід Китаю та північ В'єтнаму;
- M. b. holroydi Swinhoe, 1870 — о. Хайнань;
- M. b. williamsoni Kloss, 1918 — південний Таїланд;
- M. b. annamensis Delacour & Jabouille, 1924 — Лаос, Камбоджа та південний В'єтнам;
- M. b. badius (Raffles, 1822) — Малайський півострів, Суматра (включає celaenephis з острова Ніас);
- M. b. badiosus (Bonaparte, 1850) — Борнео та північні острови Натуна.

## Опис
Це дятел середнього розміру, завдовжки близько 25 см, вагою 55-114 г. Тіло червонуватого кольору з невеликим гребенем на голові і коротким, трохи зігнутим чорним дзьобом. Має чорні плями на червонуватому тлі та темну смужку на оці. Верхні частини тіла з дрібними смужками чорного кольору. У самця під очами є маленькі червоні цятки.